# Иван Грозев (предприемач)
Вижте пояснителната страница за други личности с името Иван Грозев.
Иван Грозев е български строителен предприемач и индустриалец, който започва дейността си непосредствено преди Освобождението от османско владичество и я развива през първите 3 десетилетия на свободна България.

## Биография
Грозев е роден през 1847 година в Карлово. Учи в търговско училище във Виена и във военна школа в Белград.
През 1872 – 1874 година работи по строежа на железопътните линии на барон Хирш. По същото време построява вълненотекстилна фабрика в родния си град, която работи до Руско-турската война от 1877 – 1878 г., когато е разрушена.
Веднага след Освобождението Грозев служи в администрацията като председател на Пловдивския окръжен съвет. В продължение на 4 години (1879 – 1883) е кмет на Карлово.
От 1884 г. насетне се заема с широко предприемачество. През същата година наема държавната каменовъглена мина в Мошино и я експлоатира до 1892 г. През 1885 г. основава Българско строително дружество „Ив. Грозев и съдружие“, което изпълнява редица държавни поръчки през следващите години, включително завършената през 1888 г. железопътна линия Цариброд – София – Вакарел, свързваща столицата на България с по-рано построените железопътни линии към Централна Европа и Истанбул.
На 16 юли 1894 година, след падането на управлението на Стефан Стамболов, Грозев става кмет на София и остава на този пост до 15 юли 1895 година. През този период той продължава дейността на предходната администрация по разширяване на водоснабдяването и подготовка на концесия за електрификация и за трамвайна мрежа в града.
В периода 1904 – 1908 оглавява Софийската търговско-индустриална камара. След 1906 г. се намесва и в банковия бизнес като акционер и член на управителния съвет на Износно-вносна банка. Работи в кантората на Иван Д. Гешов в Пловдив. Участва в строежа на пристанище Варна.
Иван Грозев умира на 18 февруари 1916 година в София.

## Памет
Личният му архив се съхранява във фонд 2091К в Централен държавен архив. Той се състои от 18 архивни единици от периода 1883 – 1928 г.